# Petite rivière aux Rats (rivière aux Rats)
Pour les articles homonymes, voir Rivière aux Rats.
La Petite rivière aux Rats est un affluent de la rivière aux Rats, traversant le territoire non organisé de Rivière-Mistassini, dans la municipalité régionale de comté (MRC) de Maria-Chapdelaine, dans la région administrative du Saguenay–Lac-Saint-Jean, dans la Province de Québec, au Canada.
La foresterie constitue la principale activité économique du secteur ; les activités récréotouristiques, en second.
La partie inférieure de la vallée de la Petite rivière aux Rats est surtout desservie par la route forestière R0216 laquelle remonte la vallée de la rivière aux Rats et par la R0286 qui remonte la vallée de la Petite rivière aux Rats. Diverses routes forestières secondaires desservent le secteur, surtout pour les besoins de la foresterie et des activités récréotouristiques,,. La rivière Déception traverse le territoire de la Zec de la Rivière-aux-Rats.
La surface de la petite rivière aux Rats est habituellement gelée de la fin novembre au début avril, toutefois la circulation sécuritaire sur la glace se fait généralement de la mi-décembre à la fin mars.

## Géographie
Les bassins versants voisins de la petite rivière aux Rats sont :
- côté nord : lac au Foin, rivière Déception, Petit lac Jourdain, rivière aux Rats ;
- côté est : rivière Déception, rivière aux Rats, rivière Mistassibi, lac au Foin, crique Brûlé ;
- côté sud : rivière Catherine, rivière Nepton, rivière de la Perdrix Blanche, rivière aux Rats, lac aux Rats ;
- côté ouest : lac de la Perdrix Blanche, rivière de la Perdrix Blanche, rivière Samaqua, rivière Mistassini, rivière Ouasiemsca.

La petite rivière aux Rats prend sa source à l'embouchure d’un lac Croche (longueur : 1,1 km ; altitude : 537 m). Cette embouchure est située sur la rive sud du lac, soit à :
- 4,5 km au sud-ouest de la route forestière R0255 ;
- 10,5 km au sud-ouest du cours de la rivière Mistassibi ;
- 7,9 km au sud-ouest de la source de la rivière aux Rats ;
- 18,9 km au nord-est du cours de la rivière Samaqua ;
- 30,4 km à l’est du cours de la rivière Mistassini ;
- 53,3 km au nord-ouest du Dépôt-des-Loutres ;
- 50,2 km au nord-ouest de la confluence de la petite rivière aux Rats et de la rivière aux Rats.

À partir de sa source, la petite rivière aux Rats descend sur 85,2 km entièrement en zones forestières, avec un dénivelé de 328 m, selon les segments suivants :
Cours supérieur de la Petite rivière aux Rats (segment de 12,6 km)
- 1,8 km vers le sud-est en traversant une zone de marais et en traversant sur 0,3 km vers le sud-ouest le lac aux Chiens (longueur : 3,0 km ; altitude : 538 m) jusqu’à son embouchure ;
- 4,7 km vers le nord-ouest en formant un crochet vers le sud, en recueillant le ruisseau Cochon (venant du nord), puis en traversant vers le sud le lac Cochon (longueur : 1,8 km ; altitude : 506 m) sur sa pleine longueur, jusqu’à son embouchure ;
- 1,0 km vers le sud, jusqu’à la décharge (venant de l’est) du lac du Dépôt ;
- 5,1 km vers le sud-ouest jusqu’à un ruisseau (venant de l’ouest), puis vers le sud-est notamment en traversant sur 2,0 km le Petit lac aux Rats (longueur : 3,2 km ; altitude : 485 m) ;

Cours intermédiaire de la Petite rivière aux Rats (en aval du Petit lac aux Rats) (segment de 32,8 km)
- 2,1 km vers le sud-ouest en traversant quatre séries de rapides jusqu’au ruisseau Côté (venant du nord-ouest) ;
- 5,0 km vers le sud-ouest en formant une boucle vers l’ouest, puis le sud jusqu’à la décharge du lac du Petit Bras (venant du nord-est) ;
- 4,0 km vers le sud en traversant plusieurs rapides jusqu’à la décharge (venant de l’est) du lac Ashiniu et du lac Kawachagamits ;
- 5,8 km vers le sud en formant une boucle vers le nord-ouest, puis une boucle vers l’ouest, jusqu’à la décharge (venant du nord-est) du lac Tshinusheu ;
- 5,2 km vers le sud en traversant une zone de marais en début de segment, jusqu’à la décharge (venant du nord-ouest) d’un lac non identifié ;
- 8,4 km vers le sud jusqu’à la décharge (venant du nord-ouest) d’un lac non identifié ;
- 2,3 km vers le sud en traversant quelques séries de rapides jusqu’à un coude de rivière correspondant à un ruisseau (venant du sud) ;

Cours intermédiaire de la Petite rivière aux Rats (en aval d'un coude de rivière) (segment de 18,9 km)
- 6,2 km vers le sud-est en traversant trois séries de rapides, jusqu’au ruisseau Bergeron (venant de l’ouest) ;
- 2,4 km vers le sud-est en formant deux boucles, jusqu’à la décharge (venant du nord-ouest) du lac du Brochet ;
- 10,3 km vers le sud-est en formant un S en début de segment, puis une grande boucle vers l’est où il recueille quatre ruisseaux et en coupant la route forestière R0286, jusqu’à un coude de rivière correspondant à la décharge (venant du nord-ouest) du lac Dallaire ;

Cours inférieur de la Petite rivière aux Rats (segment de sur 20,9 km)
- 5,2 km vers le sud-est en formant un grand S en début de segment, puis une boucle vers l’est, jusqu’à la décharge (venant de l’ouest) d’un lac non identifié ;
- 4,8 km le sud-est en traversant trois séries de rapides, jusqu’à un coude de rivière ;
- 2,1 km vers le nord-est en courbant vers le sud-est, jusqu’à la décharge (venant du nord) de deux lacs ;
- 5,9 km vers sud-est en formant quelques crochets, jusqu’à la route forestière R0216 ;
- 2,9 km vers le sud-est, jusqu'à son embouchure[3].

La confluence de la petite rivière aux Rats et de la rivière aux Rats est située dans une courbe de rivière à :
- 0,5 km au nord-est de la route forestière R0216 ;
- 4,9 km au sud-ouest du Dépôt-des-Loutres ;
- 5,3 km au sud-ouest du lac Clair ;
- 9,2 km à l’est du lac de la Perdrix Blanche ;
- 14,5 km au nord-ouest d’un coude du cours de la rivière Mistassibi ;
- 20,8 km au nord-est d’une courbe du cours de la rivière Samaqua ;
- 32,1 km au nord-est du cours de la rivière Mistassini ;
- 64,4 km au nord-ouest de la confluence de la rivière aux Rats et de la rivière Mistassini ;
- 84,1 km au nord-ouest de la confluence de la rivière Mistassini et du lac Saint-Jean.

À partir de l’embouchure de la petite rivière aux Rats, le courant descend successivement le cours de la rivière aux Rats sur 101,8 km vers le sud, puis de la rivière Mistassini vers l’est, puis au sud-ouest, sur 24,6 km. À l’embouchure de cette dernière, le courant traverse le lac Saint-Jean sur 42,7 km vers l’est, puis emprunte le cours de la rivière Saguenay vers l’est sur 155 km jusqu'à la hauteur de Tadoussac où il conflue avec le fleuve Saint-Laurent.

## Toponymie
Le toponyme petite rivière aux Rats a été officialisé le 5 décembre 1968 à la Banque des noms de lieux de la Commission de toponymie du Québec